# Mareducato
Mareducato è il terzo album in studio del cantautore italiano Gio Evan, pubblicato il 12 marzo 2021 per etichette Polydor/Universal Music.
Il disco contiene il brano Arnica, presentato al Festival di Sanremo 2021.

## Tracce
Testi di Gio Evan, musiche di Francesco “Katoo” Catitti, Tommaso Sgarbi e Gio Evan.

### CD 1
1. Introspezione – 1:10
2. Marinconia – 2:54
3. Buster Keaton – 3:32
4. Arnica – 3:03
5. Glenn Miller – 3:16
6. L'amarea – 3:08
7. Regali fatti a mano – 2:45
8. Mark Rotkho – 2:47
9. Mantra allegro – 3:05
10. Estrospezione – 2:52

### CD 2
1. Meglio così – 1:26
2. Mareducata – 1:53
3. Credo invisibile – 1:32
4. Pelle dura – 1:14
5. Mai subito – 1:28
6. Gri-gri – 1:38
7. Ogni tanto, tu – 1:49
8. Viaggiate – 1:30
9. Per sempre, non tutti i giorni – 1:55
10. Vivere a squarciagola – 1:32